# Per Samuelshaug
Per Samuelshaug (* 26. August 1905 in Alvdal; † 4. Januar 1990 in Alvdal) war ein norwegischer Skilangläufer.
Samuelshaug, der für den Tynset IF startete, belegte bei den nordischen Skiweltmeisterschaften 1934 in Sollefteå den 34. Platz über 18 km und den 22. Rang über 50 km. Bei seiner einzigen Olympiateilnahme 1936 in Garmisch-Partenkirchen nahm er am 50-km-Lauf teil, den er aber vorzeitig beendete. Im folgenden Jahr gewann er beim Holmenkollen Skifestival den 50-km-Lauf.